# KIF18A
La proteína similar a la cinesina KIF18A es una proteína que en los seres humanos está codificada por el gen KIF18A. KIF18A es un miembro de la superfamilia de quinesinas de motores moleculares asociados a microtúbulos (ver MIM 148760) que utilizan la hidrólisis de ATP para producir fuerza y movimiento a lo largo de los microtúbulos. La quinesina despolimerizadora de microtúbulos  juega un papel en la congresión cromosómica al reducir la amplitud de las oscilaciones preanfase y ralentizar el movimiento hacia los polos durante la anafase, suprimiendo así los movimientos cromosómicos. Puede estabilizar el complejo CENPE-BUB1B en los cinetocoros durante la mitosis temprana y mantiene los niveles de CENPE en los cinetocoros durante la congresión cromosómica.